# Џуди Егњу
Елинор Изабел Џуди Џудефинд Егњу енгл. Elinor Isabel "Judy" Judefind Agnew (Балтимор, 23. април 1921 — Ранчо Мираж, 20. јун 2012) била је друга дама САД у периоду од 1969. до 1973. године и прва дама Мериленда од 1967 — 1969. године. Њен супруг био је 39. потпредседник Сједињених Држава Спиро Егњу.

## Младост
Рођена је као Елинор Изабел Џунефинд, 1921. године у Балтимору. Њени родитељи били су Вилијам Ли Џудефинд, хемијски инжењер и Рут Елинот Шафер. Њен прадеда је био методистички свештеник.
Егњу је у интервјуу за часопис Парада признала да је њен отац веровао да је факултетско образовање за жену губљење времена, па је она уместо да похађа колеџ радила као писар.
Док је радила у Мериленд компанији, упознала је свог будућег супруга и назвала га Спиро.

## Брак и породица
За Спира Егњуа се удала 27. маја 1942. године у Балтимору, два дана након његовог дипломирања у Официрској војној школи. Имали су четворо деце : Памелу Ли Егњу, Џејмса Ренда Егњуа, Сузану Скот Егњу и Еленор Кимберли Егњу.
Док је породица живела у Анаполису, Џуди је била председница локалног Родитељско-наставничког удружења, волонтирала у организацији Женских извиђача и била члан помоћног женског клуба Киванис.
Прва дама Мериленда постала је 1967. године, а на тој функцији се задржала до 1969. године.

## Друга дама Сједињених Држава
На функцији друге дама САД била је у периоду од 1969. до 1973. године. Године 1969. организовала је вечеру у Белој кући за 73. новинарке. Док је служила као друга дама, избегавала је политичке разговоре у штампи. За штампу је 1971. године изјавила да су све феминисткиње глупе, а да је она већ и без њих ослобођена. Борци за женска права често су бојкотовали Џуди, због њене изјаве о женама и сматрали да је она уназадила права жена у Сједињеним Државама. За дневни лист Њујорк тајмс изјавила је да не подржава хипике, а ли да о њима и не зна много.
Током свог мандата друге даме САД није се политички изјашњавала, али због изјавама о борцима за женска права и хипицима, није била омиљена у народу.

## Смрт
Џуди Егњу преминула је у 91. години живота, 20. јуна 2012. године у Ранчо Миражу у Калифорнији.